# 拉特基夫齊
48°33′18″N 26°16′51″E / 48.55500°N 26.28083°E
拉特基夫齊（烏克蘭語：Латківці），是烏克蘭的村落，位於該國西部捷爾諾波爾州，由喬爾特基夫區負責管轄，面積1.36平方公里，海拔高度196米，2001年人口322，人口密度每平方公里236.6人。